# Chersotis travunia
Chersotis travunia là một loài bướm đêm trong họ Noctuidae.